# 4901-es mellékút (Magyarország)
A 4901-es mellékút egy közel 20 kilométeres hosszúságú, négy számjegyű mellékút Hajdú-Bihar vármegye és Szabolcs-Szatmár-Bereg vármegye határvidékén: Téglástól húzódik Balkányig, közben áthaladva Bököny és Geszteréd településeken. A mintegy 18,8 kilométer hosszú, 2x1 sávos kivitelben kiépített összekötő út a 4-es főút és a 4102-es út, illetve a Hajdúhadházi járás és a Nagykállói járás települései között teremt kapcsolatot. Kezelője a Magyar Közút Nonprofit Zrt. Szabolcs-Szatmár-Bereg Vármegyei Igazgatósága.

## Nyomvonala

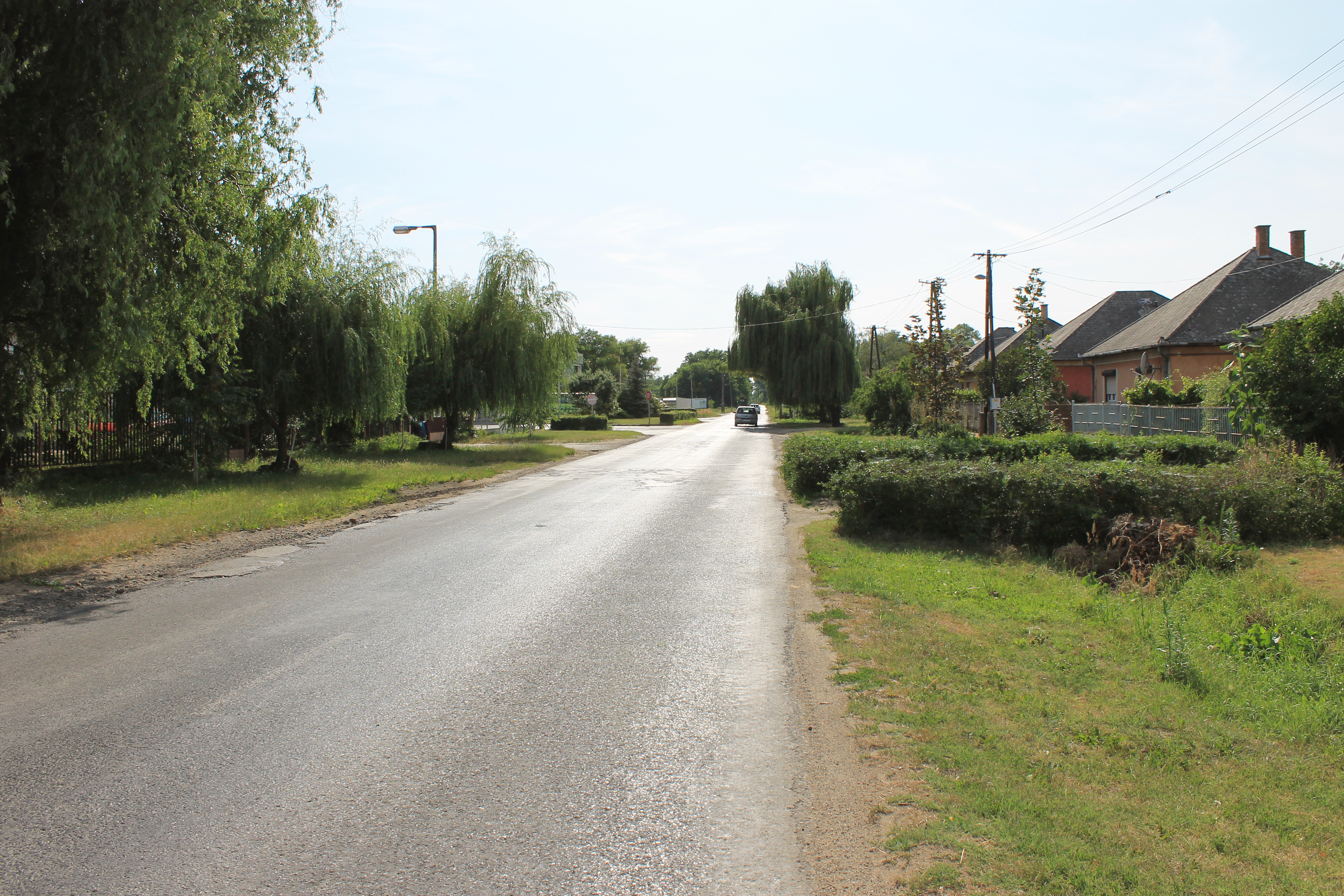
Az út egy része Balkányban (a háttérben Téglás felé)

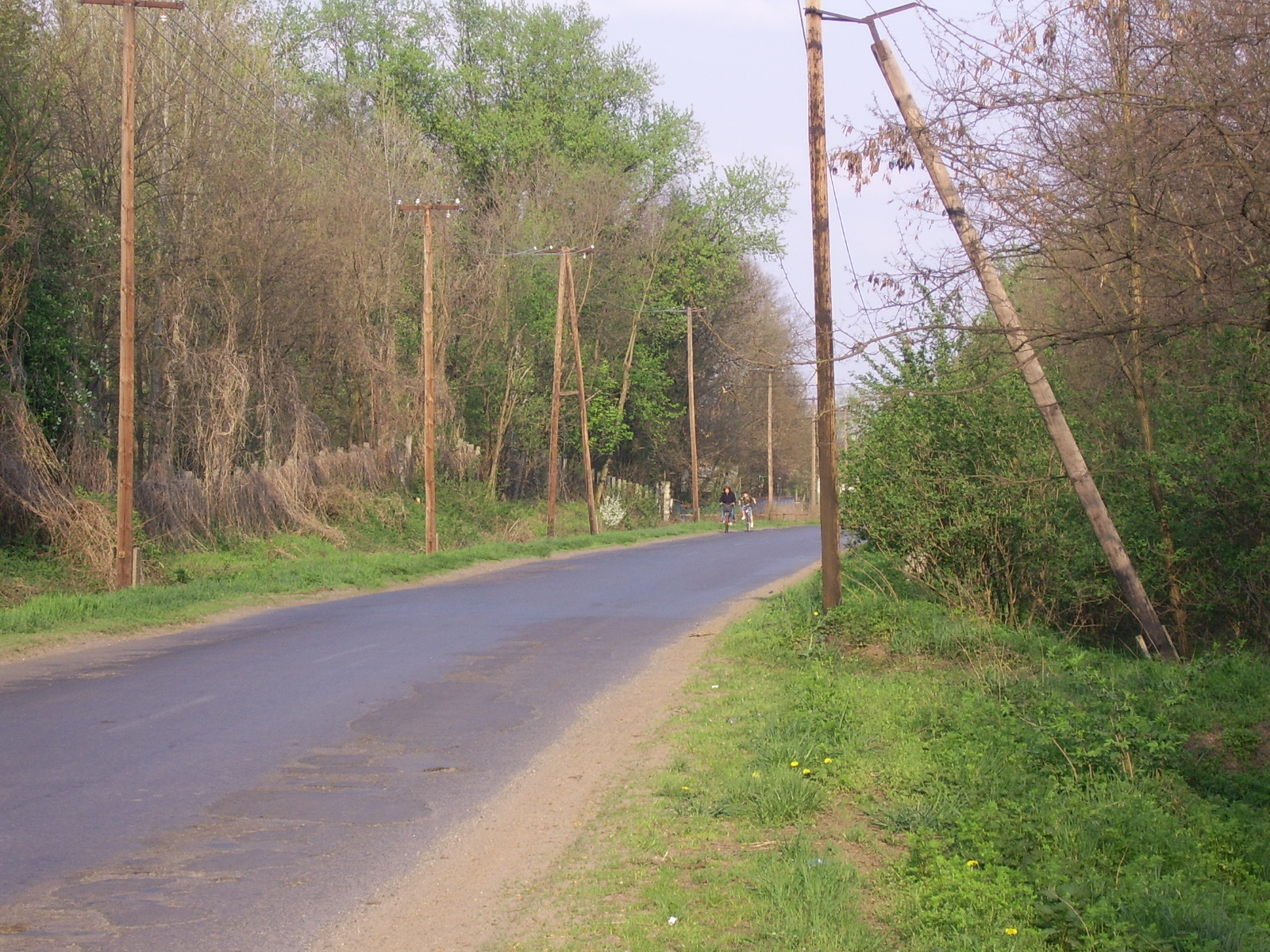
Az út Balkány határában, a 17-es kilométerkőnél (a háttérben Balkány felé)

Téglás belterületének nyugati szélén ágazik ki a 4-es főútból, annak a 246+400-as kilométerszelvényénél, kelet felé. Dózsa György utca néven halad a kisváros központjáig, majd onnan Pozsár Gyula utca a települési neve. 1,8 kilométer után kiágazik belőle észak felé a 49 302-es számú mellékút a Budapest–Záhony-vasútvonal Téglás megállóhelyének kiszolgálására, majd keresztezi is a vasút vágányait. Onnantól már lényegében külterületek közt halad a város keleti határszéléig, csak a harmadik kilométere közelében húzódik egy darabig ipari létesítmények között, a Hajdúsági Iparművek központi telephelyének északi széle mellett elhaladva.
A negyedik kilométere közelében átszeli a megyehatárt, ahonnan Bököny területén folytatódik. 6,8 kilométer után éri el e község nyugati határszélét, ott kelet-délkeleti irányt követve és a Dózsa Gy9rgy utca nevet felvéve, majd ahol, 7,8 kilométer után eléri a falu központját, egy éles kanyarral északnak fordul, további szakasza már a Kossuth utca nevet viseli, egészen a belterület északi széléig, amit nagyjából 9,6 kilométer után ér el.
11 kilométer után lép át Geszteréd határai közé, ahol szinte azonnal belterületek közt húzódik, kisebb-nagyobb irányváltásai ellenére a Kossuth utca nevet viselve egészen a lakott terület keleti széléig, amit a 14. kilométere közelében hagy maga mögött. Közben a 12. kilométere után kiágazik belőle egy számozatlan önkormányzati út Ludastó-Nagykálló felé. 15,2 kilométer után szeli át az útjába eső utolsó település, Balkány határszélét, ott előbb Újhelyitanya településrész mellett halad el, majd néhány helyi ipari létesítményt érint, 17,3 kilométer után pedig eléri a település központi részének nyugati szélét. Bocskai utca nevet visel a már bezárt Nagykálló–Nyíradony-vasútvonal nyomvonalának keresztezéséig, majd a Kossuth utca nevet veszi fel – a 49 132-es számú mellékút már így ágazik ki belőle déli irányban, a délnyugati határában fekvő külterületi településrészei felé –, és kicsivel ezután véget is ér, beletorkollva a város központjában a 4102-es útba, annak a 31+600-as kilométerszelvénye közelében.
Teljes hossza, az országos közutak térképes nyilvántartását szolgáló kira.kozut.hu adatbázisa szerint 18,763 kilométer.

## Története
Az 1950-es években aszfaltréteggel építették ki az addigi földutat. Az út jelenlegi állapota nagyon kátyús, silány.
A Kartográfiai Vállalat 1990-ben megjelentetett Magyarország autóatlasza a Téglás és Geszteréd közti szakaszát kiépített, pormentes útként, hátralévő részét eggyel gyengébb burkolatminőségre utaló jelöléssel, portalanított útként tünteti fel.
Az egykori tervek szerint 2010-ig meg kellett volna valósítani a 4901-es úthoz hasonló fontosságú mellékutak fejlesztését szerte a megyében, de pénzhiány miatt ez az időpont eltolódott 2021-ig. Az út melletti kerékpárút kiépítése is elmaradt.

## Települések az út mentén
- Téglás
- Bököny
- Geszteréd
- Balkány

## A forgalom nagysága
A 2007-es forgalomszámlálási adatok szerint a forgalom nagysága naponta 2152 jármű (2256 egységjármű). A személygépkocsik száma naponta 1320. Az összforgalomhoz viszonyítva jelentős a kerékpáros forgalom (223 kerékpár/nap), miközben a motorkerékpárok forgalma csekélynek mondható (36 mkp/nap). A tehergépjárművek forgalma nem jelentős: Nyerges szerelvényből 16, pótkocsis szerelvényből 23, nehéz tehergépkocsiból 38, míg közepesen nehéz tehergépkocsiból 26 közlekedett a 2007-es számlálónapon. Figyelemreméltó, hogy 2000-ben ugyanitt a nehéz tehergépkocsik száma 98, míg a közepesen nehéz tehergépkocsik száma 117 volt naponta. Előbbi a 2007-es érték 2,6-szorosa, utóbbi a 4,5-szerese.
A forgalom nagysága az 1995 és 2007 közötti időszakban jelentős ingadozást mutat. Kiugró értékeket találunk az 1997-es évben (3329 egységjármű/nap), illetve a 2003-2004-es időszakban (3318-3394 egységjármű/nap).
2007-ben a közúton jelentős forgalma bonyolódott a mezőgazdasági járműveknek (lassú járműveknek; átlagosan 42 jármű/nap). Emellett 31 szóló és 2 csuklós autóbuszt is regisztráltak a 17. kilométerszelvénynél, lakott területen kívül kijelölt elsőrendű mellékállomáson a Magyar Közút Kht. megbízottjai.
Az út kapacitása 1700-1800 egységjármű óránként, kapacitáskihasználtsága 9-12%-os.

## Feltárt települések
Az út a Téglástól nyugatra fekvő, észak-déli irányú 4-es főútból ágazik ki kelet felé, keresztülhalad a településen (Dózsa György utca, Pozsár Gyula utca). A megyehatárt átlépve éri el Bökönyt (Dózsa György utca, Kossuth Lajos utca), majd áthalad Geszteréden (Kossuth Lajos utca), végül feltárja a Geszteréd és Balkány között fekvő Újhelyi tanyát. Az út Balkány településen (Bocskai utca, Kossuth Lajos utca), a Kállói utca és a Kossuth Lajos utca kereszteződésénél éri el a 4102-es számú – Nagykálló, Biri, Balkány és Nyíradony között kiépített – összekötő utat.
| km   | település     | Lat             | Lng             | a nyomvonal vázlata                |
| ---- | ------------- | --------------- | --------------- | ---------------------------------- |
| 0,0  | Téglás        | 47° 42′ 44,913″ | 21° 39′ 35,910″ | A 4901-es út nyomvonalának vázlata |
| 2,7  | megyehatár    | 47° 43′ 20,773″ | 21° 42′ 35,897″ | A 4901-es út nyomvonalának vázlata |
| 5,5  | Bököny        | 47° 43′ 52,470″ | 21° 45′ 08,847″ | A 4901-es út nyomvonalának vázlata |
| 9,6  | Geszteréd     | 47° 45′ 53,492″ | 21° 46′ 12,190″ | A 4901-es út nyomvonalának vázlata |
| 15,8 | Újhelyi tanya | 47° 46′ 07,926″ | 21° 49′ 12,950″ | A 4901-es út nyomvonalának vázlata |
| 18,8 | Balkány       | 47° 46′ 17,375″ | 21° 51′ 22,262″ | A 4901-es út nyomvonalának vázlata |

## Külső hivatkozások
- Magyar Közút Kht.